# Roxanne Barker
Roxanne Kimberly "Roxy" Barker (Pietermaritzburg, 6 de maio de 1991) é uma futebolista profissional sul-africana que atua como goleira.

## Carreira
Roxanne Barker fez parte do elenco da Seleção Sul-Africana de Futebol Feminino, nas Olimpíadas de 2012 e 2016.